# Hrabstwo Hamblen
Hrabstwo Hamblen (ang. Hamblen County) – hrabstwo w stanie Tennessee w Stanach Zjednoczonych. Obszar całkowity hrabstwa obejmuje powierzchnię 175,77 mil² (455,24 km²). Według szacunków United States Census Bureau w roku 2009 miało 63 033 mieszkańców.
Hrabstwo powstało w 1870 roku. 

## Miasta
- Morristown[4]